# Костніца в Седлицях

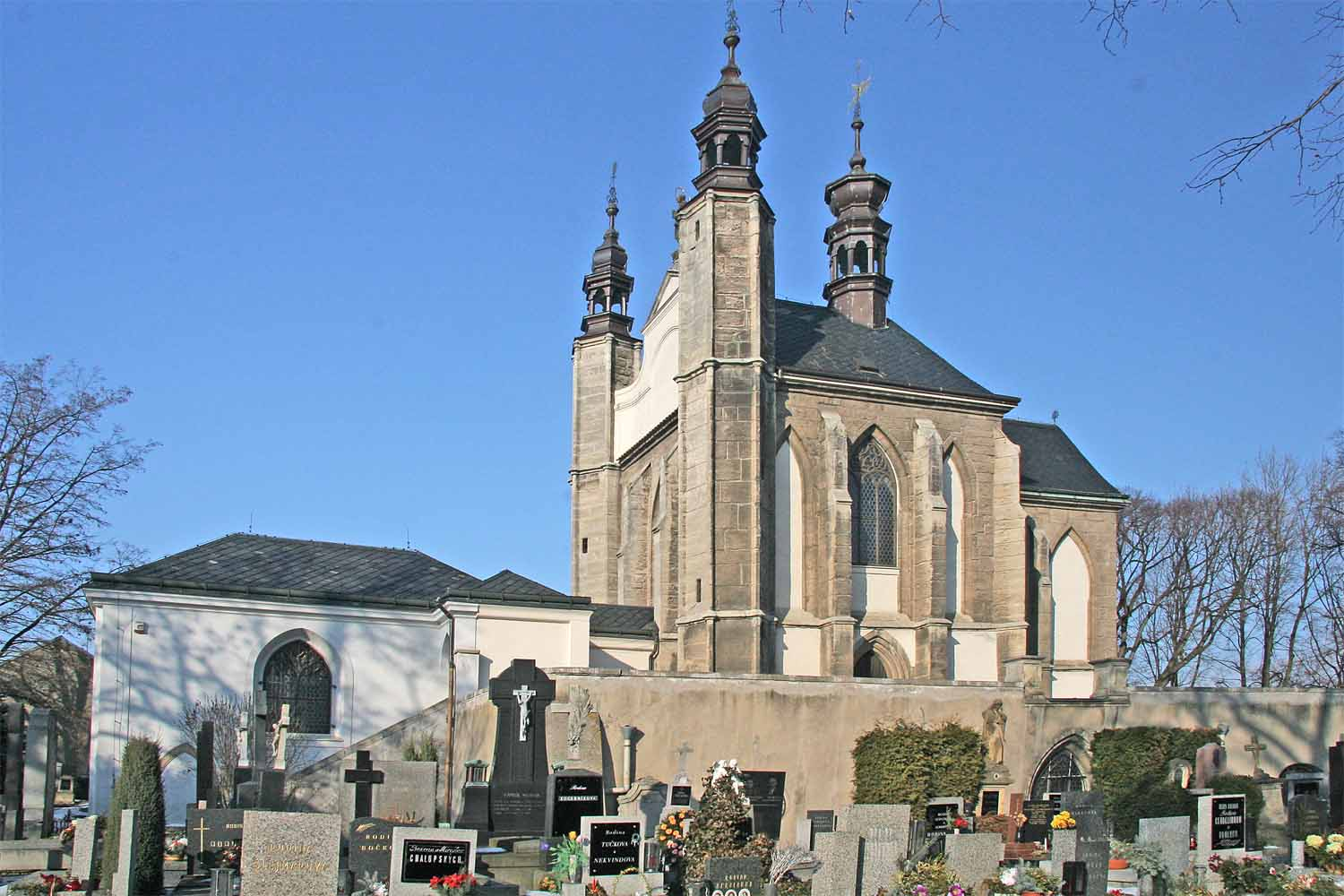
Церква Всіх святих, цвинтар в Седліце, Кутна Гора.

49°57′43″ пн. ш. 15°17′18″ сх. д. / 49.96194° пн. ш. 15.28833° сх. д.
Костніца в Седлицях — осуарій, створений у склепі церкви Всіх Святих на цвинтарі цистеріанського монастиря в Седліце, на околиці сучасного міста Кутна Гора (Чехія).

## Цвинтар
За церковною легендою, король Пржемисл Отакар II відправив до священного міста Єрусалим послів. Абат цистеріанського монастиря, що був в складі каравану, привіз жменю святої землі з гори Голгофа, яку розсипали на цвинтарі монастиря в Седліце. Цвинтар монастиря, таким чином, набув благодаті і став популярним місцем поховання в Центральній Європі. Слава цвинтаря була такою значною, що сюди везли померлих з Польщі, Німеччини і Нідерландів. Цвинтар надзвичайно збільшився в середині 14 століття, коли багатьох мешканців Європи викосила епідемія чуми (відома як Чорна смерть). Кількість похованих наблизилась до 30.000 і була збільшена за рахунок убитих в часи гуситських воєн 15 століття. Площа цвинтаря збільшилась до трьох з половиною гектарів.

## Побудова церкви Всіх святих

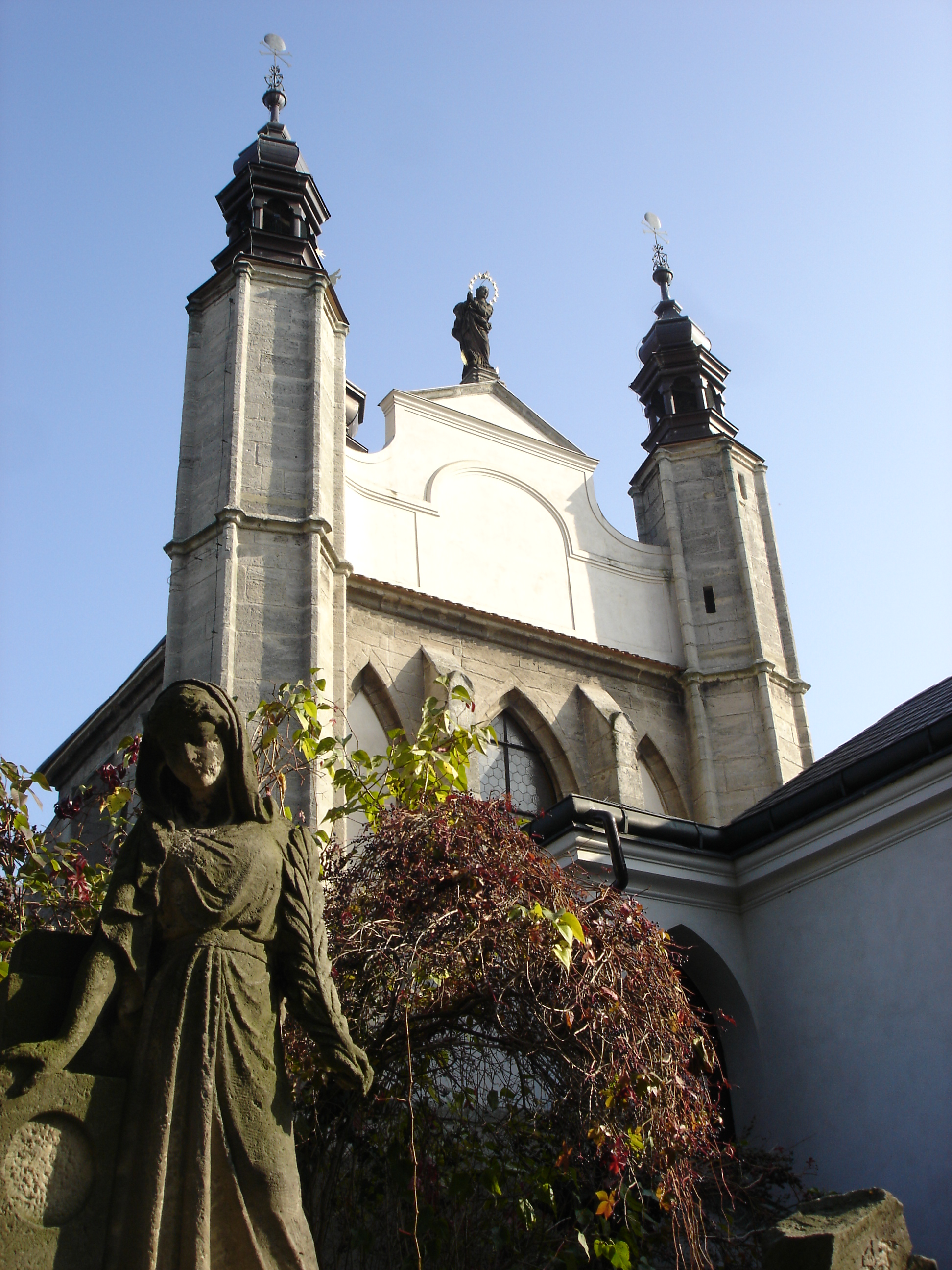
Західний фасад церкви Всіх святих, Седліце.

На території цвинтаря створили церкву Всіх святих на початку 15 століття. Виймали ґрунт під підмурки і викопали кістки померлих. Їх і розмістили в підмурках готичної церкви. Площу цвинтаря не збільшували, але поховання (що були джерелом грошових прибутків монастиря) продовжили. Стародавні могили розкопували, кістки переносили в цокольні приміщення церкви, які стануть склепом, а могили використовували наново. Як осуарій (сховище кістяків померлих) приміщення підмурків використовували і в 16 столітті. Це не нова практика ексгумацій, вона відома і в Палестині, і в православних монастирях на горі Афон у Греції.
У чеських провінціях багато і плідно працював архітектор Ян Блажей Сантіні Айхл. Керівництво монастиря запросило його і на перебудови церкви Всіх святих. В період 1703–1710 років він наново створив передню вхідну частину і верхню церкву в стилі пізнього бароко. Головний фасад церкви отримав дві шестикутні вежі з фігурними бароковими дахами і бароковим фронтоном.
В 17 столітті після поразки сословних (чеських) військ в битві при Білій Горі імперська влада розпочала справжню ідеологічну війну в Чехії, що схилилася тоді до протестантизму. Богемію (землі Чехії) силоміць приєднали до Австрійської імперії. В 19 столітті землі цистеріанського монастиря придбав князь Шварценберг, серед придбаного — був і цвинтар з церквою Всіх святих.

## Створення Костніци в 19 ст
Створити новий декор склепіння під церквою Всіх святих князь Шварценберг запросив теслю Франтішека Рінта. Тесля Рінт підійшов до створення декору творчо, але як матеріал для гірлянд, підвісок панікадила використав не дерево, не кришталь — а кістки померлих. З кісток також створено герб родини князів Шварценберг, а чотири піраміди в центрі прикрашено черепами. Проходи в підмурках досі слугують сховищами для кісток.
Осуарій в Седліце — став визначним місцем міста Кутна Гора, популярним туристичним об'єктом. Його часто використовують як натуру при створенні документальних кінострічок.

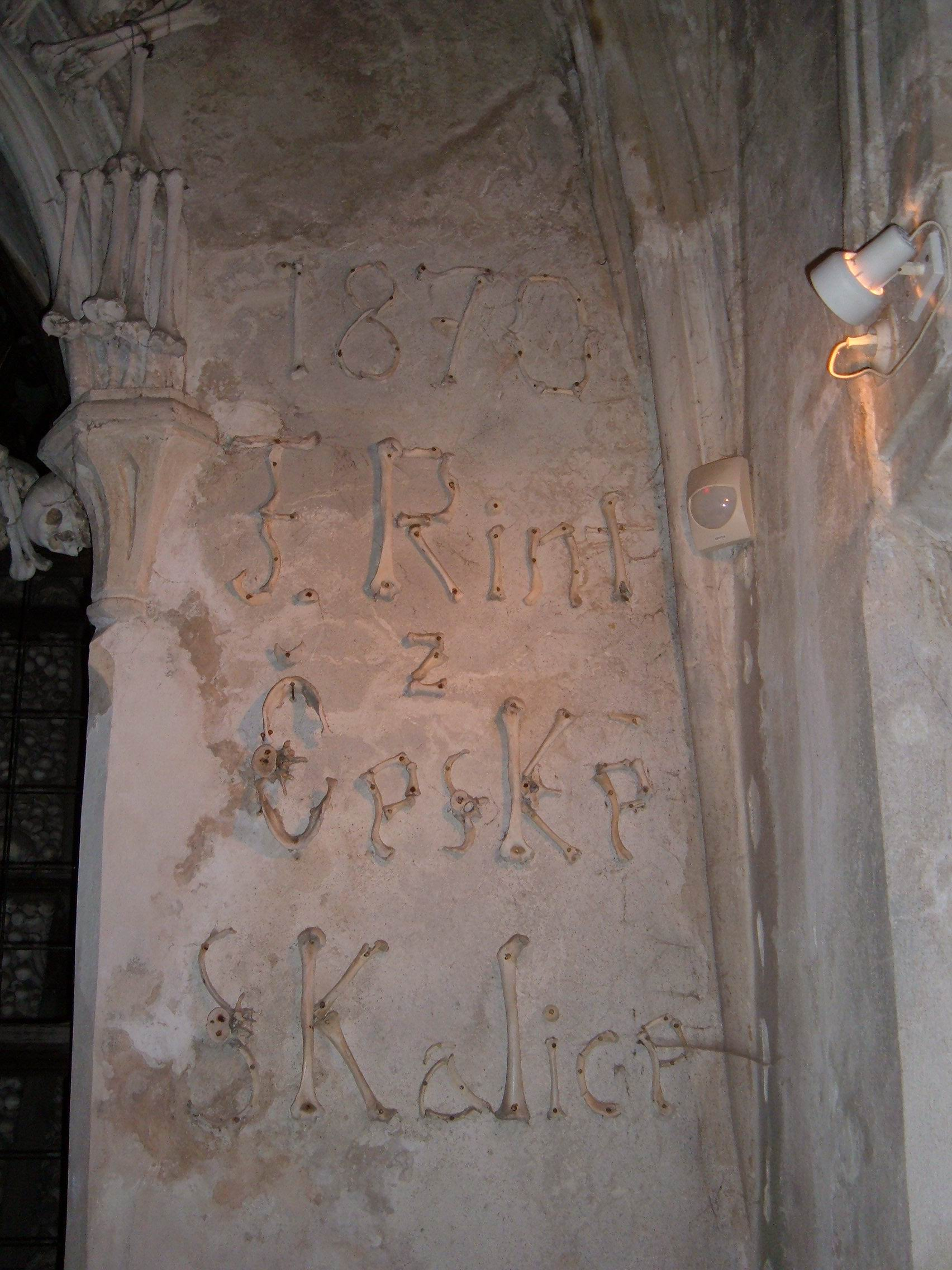
Підпис Франтішека Рінта з датою 1870 р.
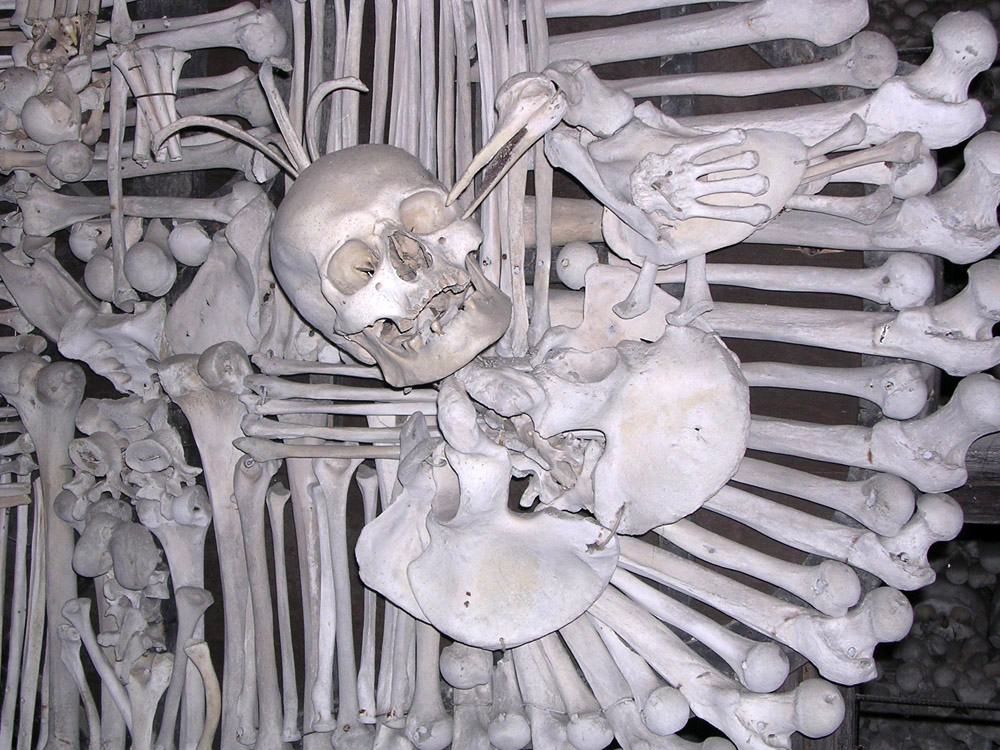
Герб родини Шварценберг, деталь
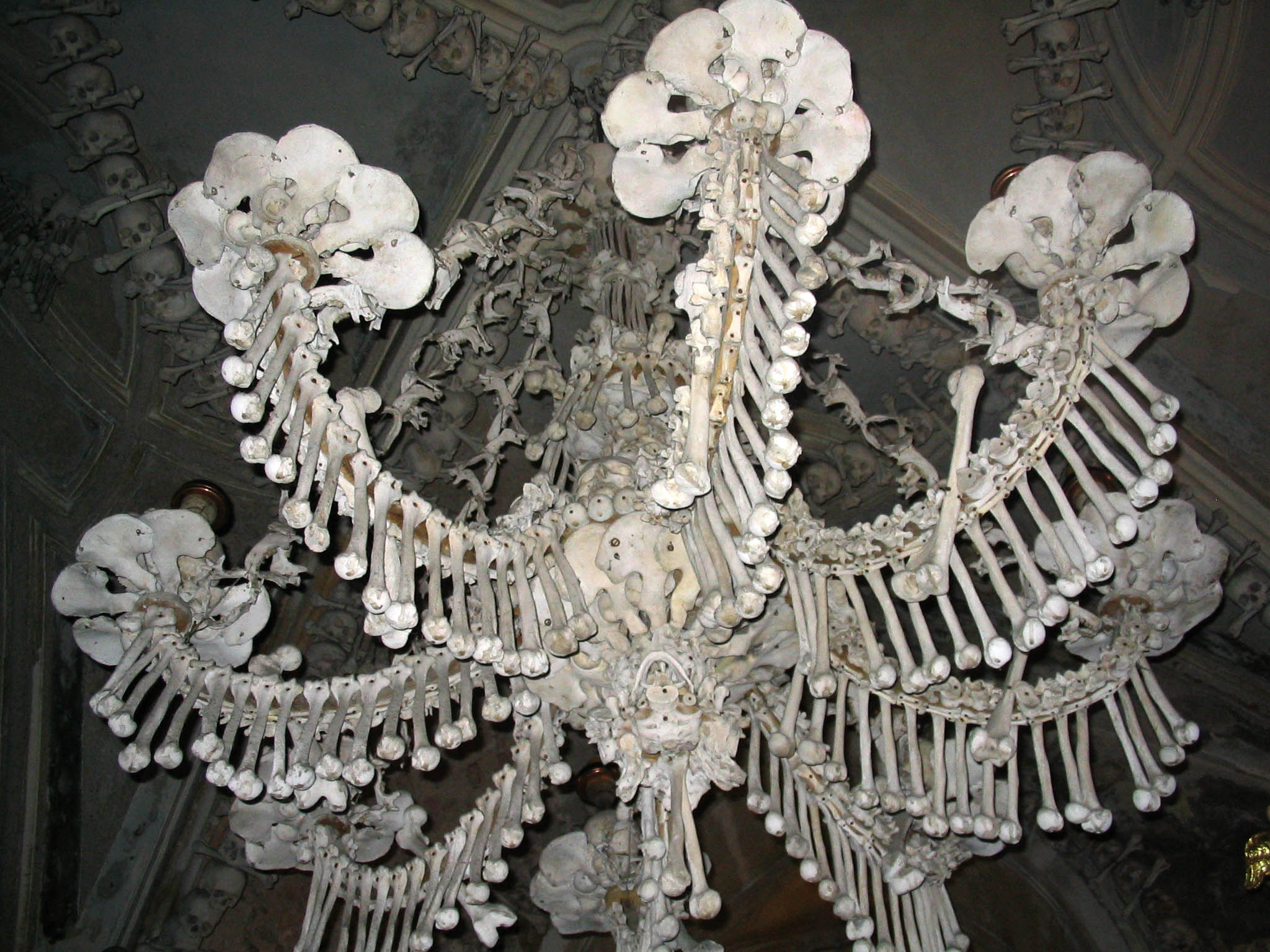
Панікадило з кісток
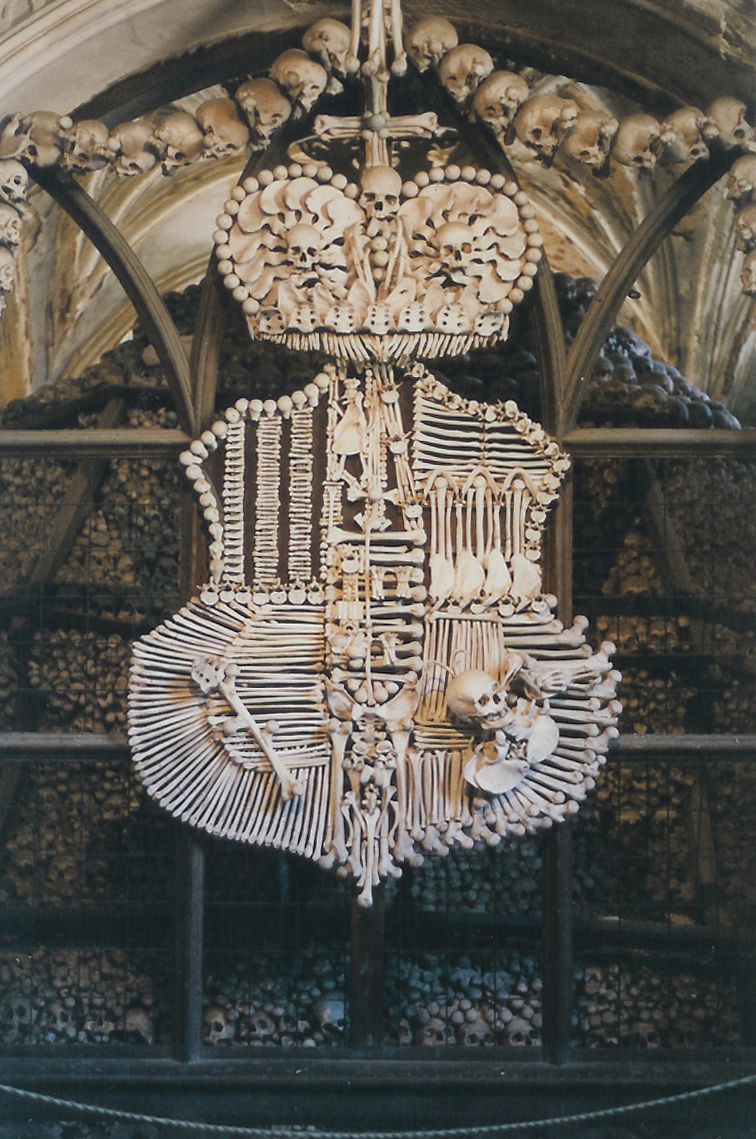
Герб родини Шварценберг, створений з кісток
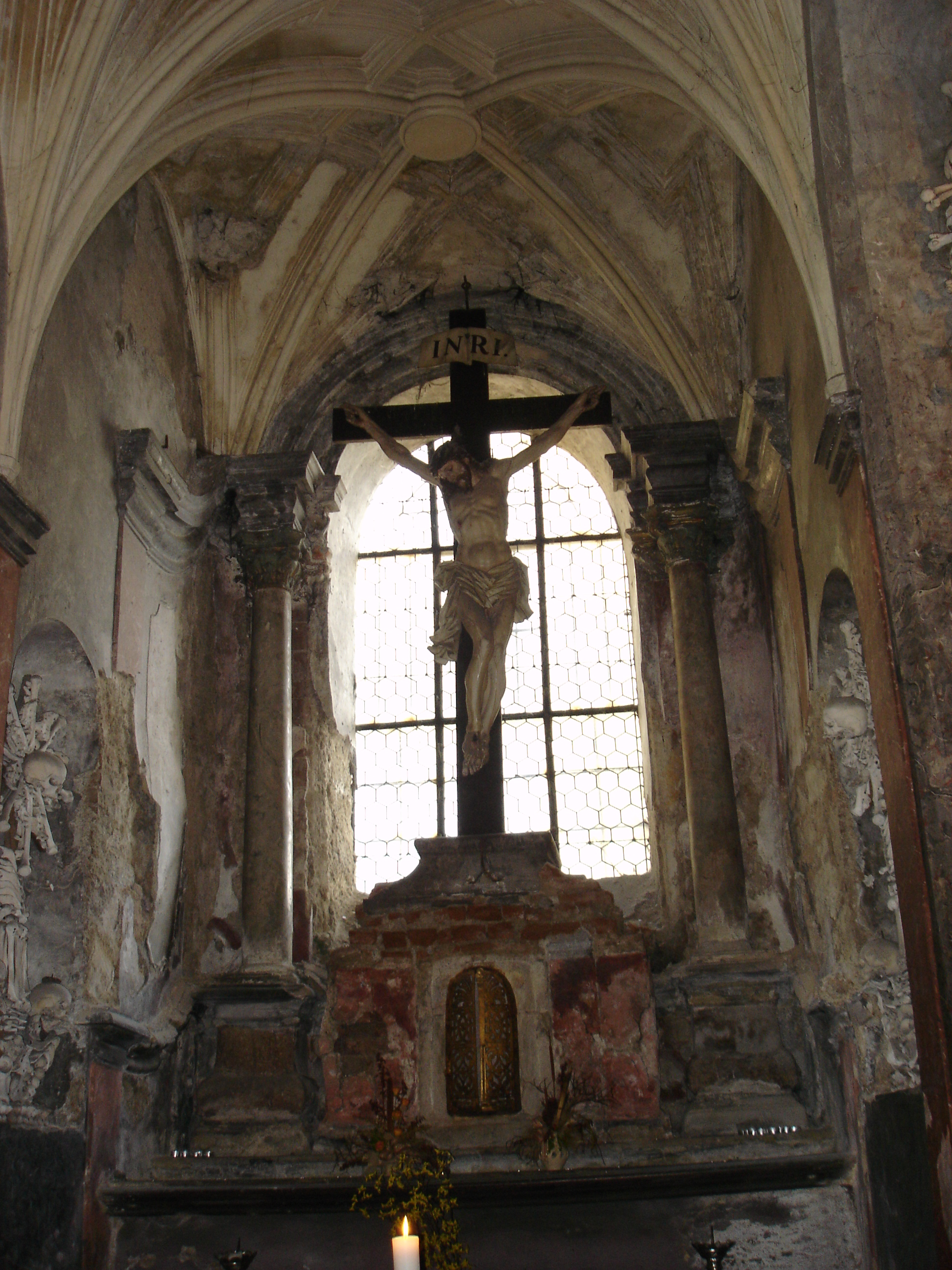
Вівтар
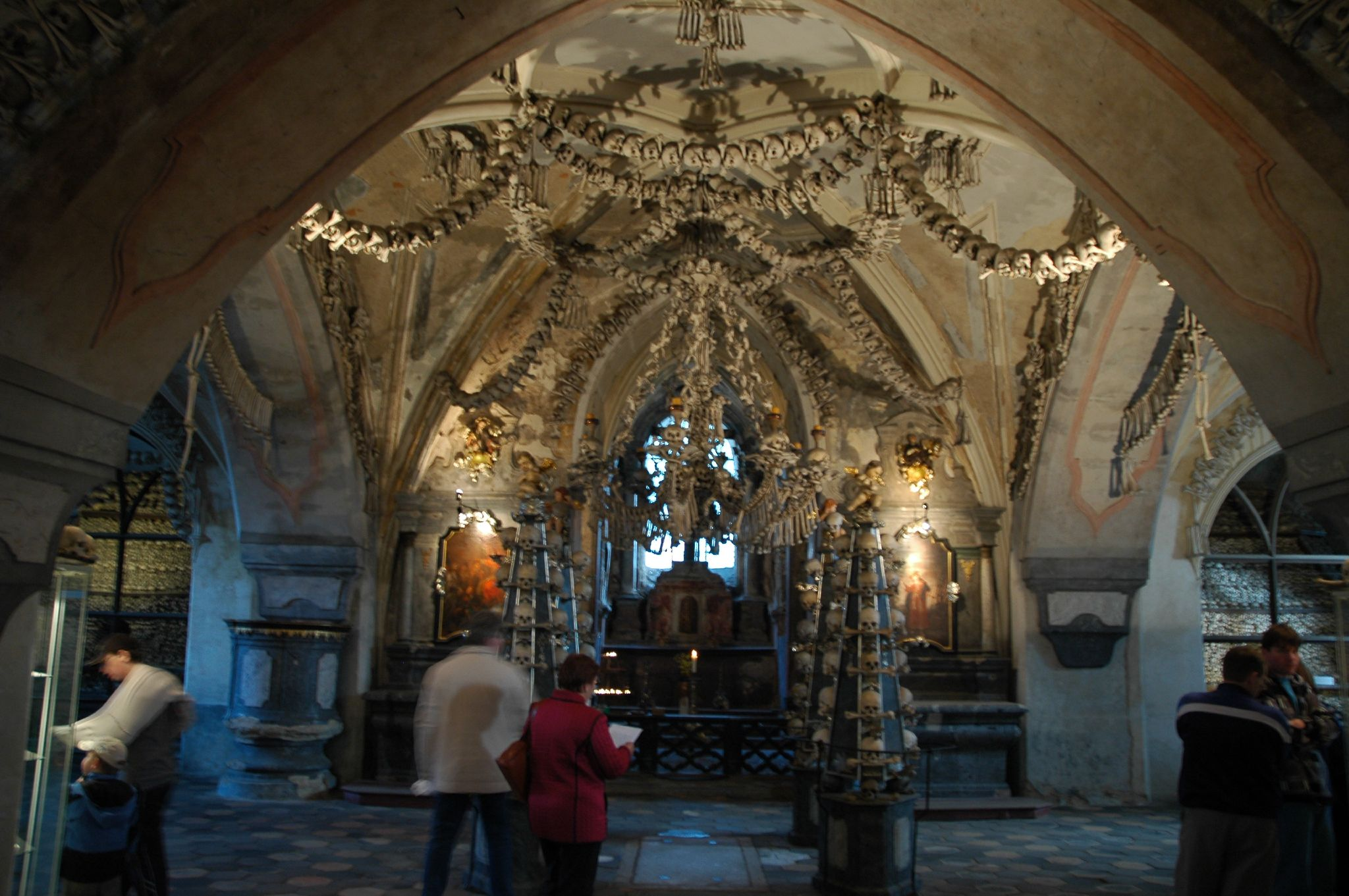
Інтер'єр склепу
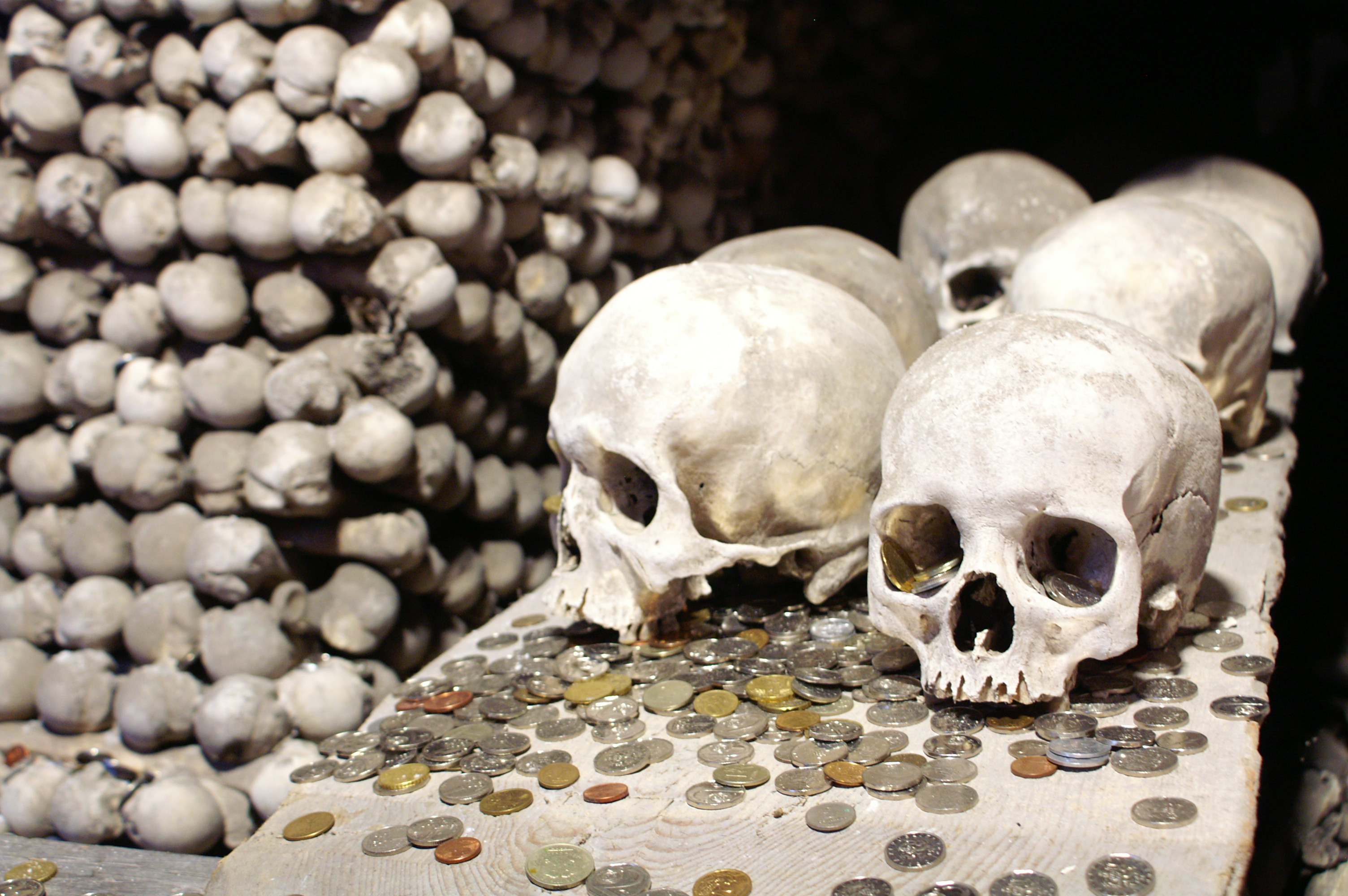
Осуарій з монетами відвідувачів.
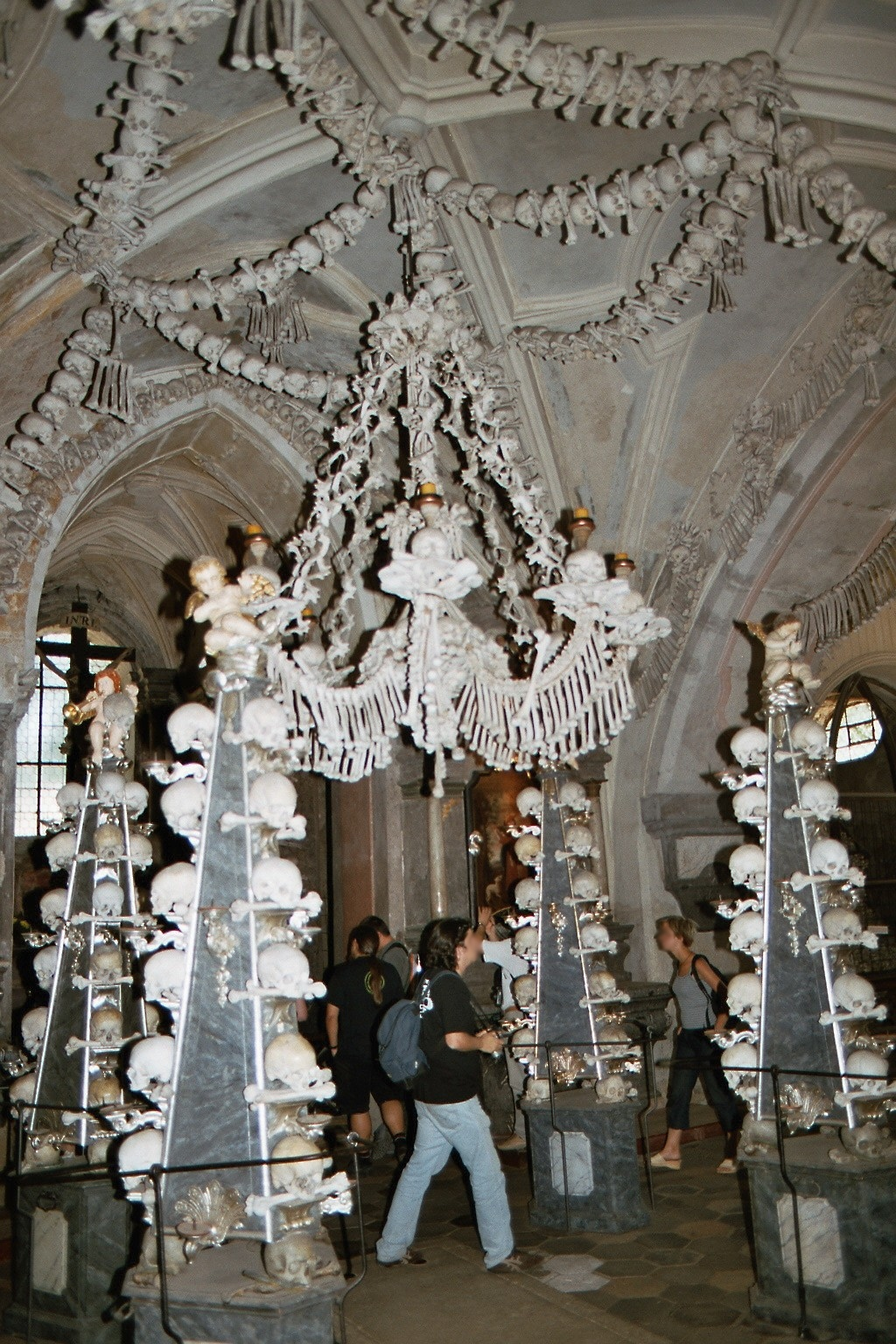
Панікадило і піраміди